# Prachomety
Prachomety este o arie protejată (sit de importanță comunitară — SCI) din Republica Cehă întinsă pe o suprafață de 20,67 ha, integral pe uscat.

## Localizare
Centrul sitului Prachomety este situat la coordonatele 50°00′40″N 12°56′14″E / 50.011111°N 12.937222°E.

## Înființare
Situl Prachomety a fost declarat sit de importanță comunitară în noiembrie 2009 pentru a proteja 1 specie de animale.

## Biodiversitate
Situată în ecoregiunea continentală, aria protejată nu include niciun habitat protejat.
La baza desemnării sitului se află o specie protejată de  nevertebrate: fluturele auriu (Euphydryas aurinia).